# Łomianki
Łomianki là một thị trấn thuộc huyện Warszawski Zachodni, tỉnh Mazowieckie ở trung-đông Ba Lan. Thị trấn có diện tích 8 km². Đến ngày 1 tháng 1 năm 2011, dân số của thị trấn là 16637 người và mật độ 1981 người/km².